# العلاقات الأردنية الإسبانية
العلاقات الأردنية الإسبانية هي العلاقات الثنائية التي تجمع بين الأردن وإسبانيا.

## مقارنة بين البلدين
هذه مقارنة عامة ومرجعية للدولتين:
| وجه المقارنة                                              | الأردن                   | إسبانيا                                                                             |
| --------------------------------------------------------- | ------------------------ | ----------------------------------------------------------------------------------- |
| المساحة (كم2)                                             | 89.34 ألف                | 505.99 ألف                                                                          |
| عدد السكان (نسمة)                                         | 9.81 مليون               | 46.73 مليون                                                                         |
| الكثافة السكانية (ن./كم²)                                 | 109.81                   | 92.35                                                                               |
| العاصمة                                                   | عمان                     | مدريد                                                                               |
| اللغة الرسمية                                             | اللغة العربية            | اللغة الإسبانية، اللغة الغاليسية، لغة بشكنشية، اللغة الكتالونية، اللغة الأوكسيتانية |
| العملة                                                    | دينار أردني              | يورو، بيزيتا إسبانية                                                                |
| الناتج المحلي الإجمالي (بليون دولار)                      | 40.07 مليار              | 1.31 تريليون                                                                        |
| الناتج المحلي الإجمالي (تعادل القوة الشرائية) بليون دولار | 82.80 مليار              | 1.77 تريليون                                                                        |
| الناتج المحلي الإجمالي الاسمي للفرد دولار أمريكي          | 4.94 ألف                 | 28.16 ألف                                                                           |
| الناتج المحلي الإجمالي للفرد دولار أمريكي                 | 12.05 ألف                | 38.00 ألف                                                                           |
| مؤشر التنمية البشرية                                      | 0.748                    | 0.876                                                                               |
| رمز المكالمات الدولي                                      | +962                     | +34                                                                                 |
| رمز الإنترنت                                              | .jo                      | .es                                                                                 |
| المنطقة الزمنية                                           | ت ع م+02:00، ت ع م+03:00 | ت ع م+01:00، ت ع م+02:00                                                            |

## مدن متوأمة
في ما يلي قائمة باتفاقيات التوأمة بين مدن أردنية وإسبانية:
- ترتبط مادبا مع فيلانويفا دي لا كانادا باتفاقية توأمة.
- ترتبط العقبة مع مالقة باتفاقية توأمة.

## منظمات دولية مشتركة
يشترك البلدان في عضوية مجموعة من المنظمات الدولية، منها:
| علم المنظمة | اسم المنظمة                               | تاريخ انضمام الأردن | تاريخ انضمام إسبانيا |
| ----------- | ----------------------------------------- | ------------------- | -------------------- |
|             | مؤسسة التنمية الدولية                     | 4 أكتوبر 1960       | 18 أكتوبر 1960       |
|             | يونسكو                                    | 14 يونيو 1950       | 30 يناير 1953        |
|             | وكالة ضمان الاستثمار متعدد الأطراف        | 12 أبريل 1988       | 29 أبريل 1988        |
|             | الأمم المتحدة                             | 14 ديسمبر 1955      | 14 ديسمبر 1955       |
|             | الاتحاد البريدي العالمي                   | ?                   | ?                    |
|             | البنك الدولي للإنشاء والتعمير             | 29 أغسطس 1952       | 15 سبتمبر 1958       |
|             | الاتحاد الدولي للاتصالات                  | 20 مايو 1947        | 1866                 |
|             | منظمة حظر الأسلحة الكيميائية              | ?                   | ?                    |
|             | مؤسسة التمويل الدولية                     | 20 يوليو 1956       | 24 مارس 1960         |
|             | المركز الدولي لتسوية المنازعات الاستشارية | 29 نوفمبر 1972      | 17 سبتمبر 1994       |
|             | منظمة التجارة العالمية                    | ?                   | ?                    |
|             | منظمة الشرطة الجنائية الدولية             | ?                   | ?                    |

## أعلام
هذه قائمة لبعض الشخصيات التي تربطها علاقات بالبلدين:
- جيمي سياج (لاعب كرة قدم إسباني، 16 ديسمبر 1995[21] – )
- حسين بن ناصر (عضو مجلس الأعيان الأردني، 30 نوفمبر 1902 – 1 مايو 1982)
- طاهر المصري (سياسي أردني، 1942 – )
- نجوى نمري (14 فبراير 1972 – )

## وصلات خارجية
- موقع وزارة الخارجية الأردنية
- موقع وزارة الخارجية الإسبانية